# Bactrocera papayae
Bactrocera papayae
 es una especie de insecto díptero del género Bactrocera, familia Tephritidae.  Drew y Albany Hancock lo describieron científicamente por primera vez en 1994.
Se encuentra en Asia. Es una plaga de la papaya y se usan métodos para su erradicación.